# آي أس ايه 88
آي أس ايه 88 (ISA-88) أو اختصارا أس 88 (S88) هو اختصار لمعيار المعهد القومي الأمريكي للمعايير ANSI/ISA-88 المتعلق بعملية السيطرة على معالجة دفعات الإنتاج، وهو فلسفة التصميم لوصف المعدات والإجراءات. أنه ليس معيارا للبرمجيات حيث أنه ينطبق أيضا على العمليات اليدوية. وتمت الموافقة عليه من قبل الجمعية الدولية للأتمتة ISA في عام 1995 وتم تحديثه في العام 2010. واعتمدت نسخته الأصلية من قبل اللجنة الدولية للتقانة الكهربائية IEC في عام 1997 وأصدرت كمعيار آي إي سي 61512-1 (IEC 61512-1).
الهدف منه هو إنشاء لغة مشتركة للتصميم وتشغيل والإشراف على أنظمة التجميع. هذا يحدد إدارة وصفة هرمية لإطار عمل الإدارة وتجزئة الإجراءات التي تفصل المنتجات عن الإجراءات التي تصنعها. فإنه يمكن من إعادة الاستخدام ومرونة المعدات والبرمجيات، ويوفر هيكلا للتنسيق والتكامل في جميع برامج تخطيط الموارد ومجالات السيطرة التقليدية.
هذا المعيار يوفر مجموعة متناسقة من المعايير والمصطلحات من أجل السيطرة على دفعات الإنتاج وهو يحدد النموذج المادي، والإجراءات، والوصفات المطلوب اتباعه. يسعى هذا معيار للتصدي للمشاكل التالية: عدم وجود نموذج عالمي للسيطرة على دفعات الإنتاج، وصعوبة في توصيل متطلبات المستخدم، والتكامل بين موردين أتمتة دفعات الإنتاج وصعوبة في تكوين السيطرة على دفعات الإنتاج.

## أجزاء معيار أس 88 الحالية
أجزاء معيار أس 88 الحالية هي:
- انسي/آي أس أيه – 88. 01. 01 - 2010 (ANSI/ISA-88.01-2010): التحكم بدفعات الإنتاج الجزء 1: النماذج والمصطلحات[2]
- انسي/آي أس أيه - 88. 00. 02 - 2001 (ANSI/ISA-88.00.02-2001): التحكم بدفعات الإنتاج الجزء 2: هياكل البيانات والمبادئ التوجيهية للغات[3]
- انسي/آي أس أيه – 88. 00. 03 - 2003 (ANSI/ISA-88.00.03-2003): التحكم بدفعات الإنتاج الجزء 3: عامة، ونماذج وصفة الموقع والتمثيل[4]
- انسي/آي أس أيه – 88. 00. 04 - 2006 (ANSI/ISA-88.00.03-2003): التحكم بدفعات الإنتاج الجزء 4: وثائق إنتاج الدفعات[5]
- آي أس أيه – تي آر 88. 00. 02 - 2008 (ISA-TR88.00.02-2008): حالات الآلة والوحدة: مثال تنفيذ معيار آي أس أيه - 88